# Cyclophora hatertica
Cyclophora hatertica là một loài bướm đêm trong họ Geometridae.